# Diplomatie

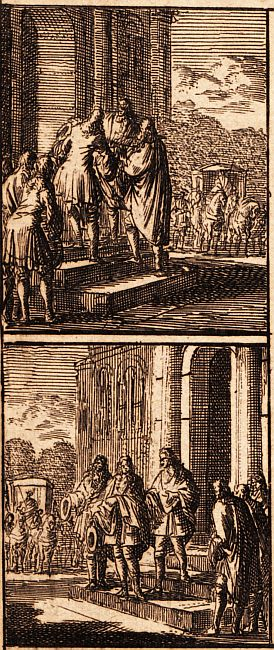
Diplomaten komen en gaan in Den Haag anno 1700, etsen van Romeyn de Hooghe

Diplomatie is de kunst en kunde van het voeren van overleg tussen twee groepen om daarmee een bepaald doel te bereiken. Meer specifiek worden met diplomatie de geformaliseerde relaties tussen (meestal onafhankelijke) politieke entiteiten bedoeld, meestal staten.

## De basis van de diplomatie
De basis van de diplomatie is het overleg tussen twee of meer groepen over zaken die men wil regelen. Bekende voorbeelden hiervan zijn het vredesoverleg tussen de twee landen die in oorlog zijn, handelsovereenkomsten tussen twee of meer landen, en ontwapeningsbesprekingen.
Het diplomatieke overleg kenmerkt zich door de deelname van twee (of meer) groepen die niet aan elkaar gerelateerd zijn en waar dan ook duidelijke verschillen tussen bestaan, in een situatie waarin beide groepen wel enig belang hebben bij het vinden van oplossingen voor hun onderlinge problemen. Diplomatie is niet nodig als er geen verschillen zijn, diplomatie is ervoor om de tegenstellingen die uit verschillen voortkomen te overbruggen.
Van belang is ook om duidelijk onderscheid te maken tussen het overleg tussen verschillende groepen en tussen onderdelen van dezelfde groep – dit laatste is geen diplomatie, maar politiek. Een onderhandeling over wegenbouw tussen Duitsland en Nederland is een diplomatieke aangelegenheid, de wegenbouw binnen Nederland alleen is een zaak van de Nederlandse politiek. Het diplomatieke overleg tussen Nederland en Duitsland wordt dan wel gevoerd door vertegenwoordigers (diplomaten) van de twee politieke lichamen van beide landen en wordt ook achteraf door de politiek van beide landen goed- of afgekeurd. De door diplomaten afgesloten verdragen moeten door hun landen worden geratificeerd.

## Ontwikkeling van de diplomatie
Het uitwisselen van gezanten tussen staten kwam al voor in de oudheid. In vredestijd werden zelfs gezanten uitgewisseld tussen rivaliserende staten, zoals bepaalde Griekse stadstaten en het Perzische Rijk. Ook Alexander de Grote gebruikte diplomaten. Diplomatie was eveneens een noodzakelijk hulpmiddel voor de grote Hellenistische koninkrijken, die in het Midden-Oosten meerdere oorlogen vochten en vaak onderhandelden over een vredesverdrag.
Na de val van het West-Romeinse Rijk namen de Germaanse koningen het gebruik om gezanten uit te wisselen over. Permanente gezantschappen ontstonden tussen Venetië en het Oost-Romeinse rijk in de twaalfde eeuw. In 1455 zette Francesco Sforza, hertog van Milaan, voor het eerst in de geschiedenis van de diplomatie, een permanente diplomatieke vertegenwoordiging op bij de Republiek Genua. Onder invloed van de Venetiaanse diplomatie werd het gebruik om permanent vertegenwoordigers uit te wisselen vanaf de vijftiende eeuw in West-Europa verspreid.
De opkomst van de moderne diplomatieke structuren van West-Europa en aanverwanten was aan het begin van de 18e eeuw afgerond en is eigenlijk nooit meer weggeweest. Het begon destijds met de uitwisseling van ambassadeurs als vertegenwoordigers van koningen of het landsbestuur in den vreemde en is uitgegroeid tot allesomvattende organisaties op regionaal (Europese Unie) en mondiaal niveau (Verenigde Naties en aanverwante organisaties).
Diplomatieke inspanningen en officiële communicatie, gericht op een buitenlands publiek, met het doel is om het imago van het eigen land in de perceptie van andere landen te verbeteren, is het domein van de publieksdiplomatie. Die wordt overigens niet alleen bedreven door de overheid zelf, maar ook door organisaties, denktanks en multinationale ondernemingen.

## Diplomaten
De diplomatieke titulatuur is vastgelegd in internationale conventies. De belangrijkste daarvan is het Verdrag van Wenen inzake diplomatiek verkeer.
De hoogste diplomaat op missie is een ambassadeur. De ambassadeur is de vertegenwoordiger van zijn staatshoofd en zijn regering bij de regering waar hij is geaccrediteerd. Deze accreditatie wordt gegeven in de zogenaamde geloofsbrieven, waarin het uitsturende staatshoofd bevestigt dat de diplomaat in kwestie door hem is uitgestuurd. De overhandiging van de geloofsbrieven aan het staatshoofd van het gastland gaat telkens gepaard met enige ceremonie.
De ambassadeur is belast met de leiding van een ambassade, die ter plaatse de nationale belangen op het gebied van politiek, economie en handel, ontwikkelingssamenwerking, pers- en culturele zaken behartigt.
In rang volgen na de ambassadeur: gevolmachtigd ministers, ambassaderaden en ambassadesecretarissen.
Een permanent vertegenwoordiger is gelijkwaardig aan een ambassadeur, met dit verschil dat hij niet is geaccrediteerd bij een andere regering, maar bij een internationale organisatie waar zijn land deel van uitmaakt, zoals de Europese Unie, de NAVO of de Verenigde Naties.
Diplomaten houden zich strikt genomen bezig met het staatsbelang. Diplomaten kunnen echter ook belast worden met een consulaat of consulaat-generaal. In dat geval behartigt hij ook de individuele belangen van de eigen staatsburgers in het gastland, de zogenaamde consulaire aangelegenheden. Een ambassadeur is doorgaans ook consul-generaal. In een gastland kunnen meerdere consulaten-generaal of gewone consulaten worden opgericht, maar slechts één ambassade.
Diplomaten genieten diplomatieke onschendbaarheid om te vermijden dat ze door lokale autoriteiten worden vervolgd. Bij (zware) overtredingen kan de ambassadeur de onschendbaarheid van het personeel opheffen. Bij een conflict (of 'incident') kan de ontvangende staat de ambassadeur ter verantwoording roepen en in extreme gevallen uitwijzen, waardoor de diplomatieke betrekkingen worden verbroken.
De aanwerving van diplomaten gebeurt in de meeste landen via een zwaar diplomatiek examen, waarna nog een training volgt.

## Functies
Regelmatig wordt de tussenkomst van ambassades ingeroepen in persoonlijke en (algemeen) politieke conflicten tussen landen.
Bij gevangenschap in het buitenland hebben landgenoten recht op bescherming en ondersteuning van de ambassade.
Andere taken:
- Binnendienst/buitendienst
- Legaliseren van officiële documenten
- Toekennen van visa
- Beschermen van landgenoten in het buitenland
- Assistentie verlenen bij rampen, of onlusten
- Onderhandelen bij politieke conflicten

## Internationaal
De diplomatie wordt georganiseerd per land in een ambassade of consulaat, afhankelijk van de grootte van het land; soms ook in samenwerking met andere (buur)landen.

### Pauselijke diplomatie
Een nuntius is de ambassadeur van de Heilige Stoel bij een regering. Hij verdedigt met name de belangen van de katholieke kerk in het gastland. Volgens de internationale conventies is de pauselijke nuntius steeds de deken van het corps diplomatique en heeft hij zo steeds voorrang op alle andere ambassadeurs.

### Diplomatie van België
De Diplomatie in België is een onderdeel van het Ministerie van Buitenlandse Zaken.
België heeft 85 ambassades en 14 consulaten-generaal in het buitenland. De meeste permanente vertegenwoordigingen bij internationale organisaties worden gecombineerd met een gewoon ambassadeurschap. Bij drie organisaties (EU, VN en de NAVO) is er een afzonderlijke permanent vertegenwoordiger. In Kaboel is er geen ambassade, maar een diplomatiek bureau.
Het is gebruikelijk op feestdagen zoals de nationale feestdag dat landgenoten uitgenodigd worden op de ambassade.
Verwante diensten:
- Buitenlandse handel
- Ontwikkelingssamenwerking

Selectie:
- Diploma: masterdiploma, bij voorkeur rechten, economie, politieke en sociale wetenschappen
- Talen: tweede landstaal, andere talen
- (streng) Examen
- Opleiding
- Stage

### Diplomatie van Nederland
Nederland heeft 170-tal diplomatieke en consulaire posten in het buitenland (108 ambassades, 4 consulaten-generaal en 58 consulaten) en een veertiental permanente vertegenwoordigingen bij internationale organisaties. Daarnaast bestaan er zo'n 360 honoraire consulaten met beperkte bevoegdheden.
De Nederlandse diplomatieke ambtenaren (ambassadeur, ambassaderaad en secretarissen) vertegenwoordigen de regering van het Koninkrijk der Nederlanden bij de autoriteiten in hun land van vestiging, terwijl Nederlandse consulaire ambtenaren slechts de autoriteiten van Nederland bij de autoriteiten in het desbetreffende land vertegenwoordigen.
Nederlandse permanente vertegenwoordigingen bij de NAVO, de VN en de Wereldbank vertegenwoordigen niet enkel Den Haag, maar ook Willemstad en Oranjestad.

### Benelux-samenwerking
De vestiging van Nederlandse, Belgische of Luxemburgse ambassades onder één dak (colocatie) kent een lange historie. Sinds het aantreden van het kabinet-Rutte-Verhagen respectievelijk de regering Di Rupo heeft het overleg met België over colocatiemogelijkheden een vlucht genomen. Dit leidde in 2013 tot overeenstemming over colocaties in Caracas, Buenos Aires, Mexico-Stad en Kinshasa. Verder wordt inmiddels gesproken over gemeenschappelijke huisvesting in onder meer Washington, Seoel, Bamako, Pristina (ook met Luxemburg), Ottawa en Nicosia. Op 23 oktober 2014, tijdens een Benelux-top van de drie regeringsleiders in aanloop naar de Europese top van regeringsleiders, hebben de ministers-presidenten van de Benelux-landen besloten om de diplomatieke posten van de drie landen te optimaliseren, waar mogelijk samen te huisvesten en elkaar te vertegenwoordigen.
De Benelux-landen werken momenteel (april 2016) al samen op diplomatiek vlak in het buitenland. Een efficiëntiewinst wordt bereikt, doordat België en Nederland in momenteel drie landen hetzelfde gebouw delen en er in Brussel/Den Haag en Albanië een uitwisseling is van Nederlandse en Belgische diplomaten. Verder vertegenwoordigt België in 54 landen Luxemburg en in 9 landen Nederland, dat op zijn beurt in 19 landen de Belgische belangen behartigt.
Van oudsher bestaan er al visumsamenwerkingsverbanden tussen de Benelux-landen. In de afgelopen jaren is de samenwerking met – vooral België – verder geïntensiveerd door elkaar voor visumverlening te vertegenwoordigen in landen waar men zelf niet (meer) over een eigen ambassade beschikt en omwille van doelmatigheid ook in landen waar België of Nederland wél een eigen vertegenwoordiging heeft.
Een recentere loot aan de samenwerkingsstam zijn de werkafspraken van 29 april 2011, die binnen het raamwerk van de Benelux Unie zijn gemaakt over het gemeenschappelijk gebruik van Benelux-verbindingsofficieren op de posten. Elk van de drie landen kan voortaan bij de behandeling van een rechtshulpverzoek een beroep doen op een politie/justitie-attaché van een van de andere landen wanneer het land zelf daar geen attaché geaccrediteerd heeft.
Sinds 1 november 2012 vormen België, Nederland en Luxemburg een kiesgroep binnen het dagelijks bestuur van het IMF (executive board) in Washington, waarbij Nederland en België afwisselend om de vier jaar de bewindvoerder dan wel de plaatsvervangend bewindvoerder leveren. De Beneluxkiesgroep vertegenwoordigt ook nog een aantal voornamelijk Oost-Europese landen, maar ook landen zoals Israël en Cyprus. Tevens is afgesproken dat België en Nederland op ministerieel niveau jaarlijks rouleren in de vergaderingen van het Internationaal Monetair en Financieel Comité, het politieke beleidsorgaan van het IMF.
Een andere diplomatieke samenwerkingsmogelijkheid die momenteel (mei 2015) wordt onderzocht is om, naar analogie van de geslaagde en goede samenwerking op het gebied van politie Benelux-verbindingsofficieren, eveneens een Benelux-samenwerking (met name tussen België en Nederland) op te zetten op het gebied van militaire attachés.